# Bruno Salamone
Ne doit pas être confondu avec Bruno Salomone.
 (juin 2024).
Si vous disposez d'ouvrages ou d'articles de référence ou si vous connaissez des sites web de qualité traitant du thème abordé ici, merci de compléter l'article en donnant les références utiles à sa vérifiabilité et en les liant à la section « Notes et références ».
Bruno Salamone, né en 1975, est un illustrateur et auteur de littérature de jeunesse et de bandes dessinées français.

## Biographie
Bruno Salamone naît en 1975, il est diplômé de l’école des Arts décoratifs de Strasbourg. 
Il publie dans la presse jeunesse (Astrapi, Je bouquine, Science et Vie junior) puis professionnelle (Stratégies).
Son premier ouvrage est Mes premières vacances tout nu, puis avec Alexandre Jardin et la série des Méganazes. Chez Actes Sud jeunesse, il a illustré les albums Le monstre du placard existe et je vais vous le prouver ! et les autres opus de la série,  écrits par Antoine Dole. 
En 2019, il crée avec Antoine Dole, la série BD Simon Portepoisse chez Actes Sud junior. 
Il réalise aussi des animations, notamment Le Banc avec l'illustratrice Kitty Crowther et Egaro, court métrage d’animation pour le Laboratoire des images et Canal+.

## Distinctions
- L'album Le monstre du placard existe et je vais vous le prouver (Éditions Actes Sud Junior) est lauréat du Prix Folies d'Encre jeunesse 2016[2] et du prix Libr'à Nous 2017 catégorie Album Jeunesse[3].

## Publications
- La Maison du chat noir (Même pas peur) / texte Agnès Marot ; ill. Bruno Salamone. Paris : Poulpe fictions, coll. "Mini poulpe", 2020, 47 p.  (ISBN 978-2-37742-092-6). Rééd. Paris : FL éditions, 2022, 46 p.  (ISBN 978-2-298-18053-4)
- Emma et le monde en couleurs / texte Geneviève Brisac ; ill. Bruno Salamone. Paris : FL éditions, 2022, 46 p.  (ISBN 978-2-298-17997-2)

Le Monstre du placard
- Le monstre du placard existe et je vais vous le prouver / texte de Antoine Dole. Paris : Actes Sud junior, avril 2024, 40 p.  (ISBN 9782330106744)
- Comment élever le monstre du placard / texte Antoine Dole. Paris : Actes Sud junior, 2016, 33 p.  (ISBN 978-2-330-06641-3)
- Avec le monstre du placard ça déménage ! / texte Antoine Dole. Paris : Actes Sud junior, 2020, 31 p.  (ISBN 978-2-330-14098-4)
- Le Monstre du placard est amoureux / texte Antoine Dole. Paris : Actes Sud junior, 2021, 29 p.  (ISBN 978-2-330-15522-3)
- Le monstre du placard déteste Noël / texte Antoine Dole. Paris : Actes Sud junior, 2022, 29 p.  (ISBN 978-2-330-16875-9)
- Le Monstre du placard n'aime pas ses fesses ! Arles : Actes Sud jeunesse, 2023, 40 p.  (ISBN 978-2-330-18141-3)
- Le Monstre du placard n'aime pas l'école / texte de Antoine Dole. Paris : Actes Sud, août 2024, 40 p.  (ISBN 9782330195137)

Les Méganazes
1. Dur dur de sortir avec Lola ! / Alexandre Jardin ; ill. Bruno Salamone. Hachette : : Hachette jeunesse, 2005, 87 p.  (ISBN 2-01-224537-4)
2. Pas de pot pour le chouchou / Alexandre Jardin ; ill. Bruno Salamone. Hachette : : Hachette jeunesse, 2005, 91 p.  (ISBN 2-01-224538-2)
3. Trop dingue de la maîtresse ! / Alexandre Jardin ; ill. Bruno Salamone. Hachette : : Hachette jeunesse, 2005, 79 p.  (ISBN 2-01-224724-5)

Simon Portepoisse
1. Petits malheurs en famille / Antoine Dole, Bruno Salamone. Arles : Actes Sud junior, coll. "BD", 2019, 52 p.  (ISBN 978-2-330-12401-4)
2. Un malheur n'arrive jamais seul / Antoine Dole, Bruno Salamone. Arles : Actes Sud junior, coll. "BD", 2020, 50 p.  (ISBN 978-2-330-13412-9)